# Nacht über Indien
Nacht über Indien ist ein US-amerikanischer Abenteuerfilm aus dem Jahre 1939 von Clarence Brown. Das Drehbuch basiert auf dem Roman Der große Regen von Louis Bromfield.

## Handlung
Der als Schürzenjäger bekannte Tom Ransome hat die letzten Jahre in Indien verbracht. Sein Ruf erweckt das Interesse von Fern Simon, der Tochter eines amerikanischen Missionars. Doch Tom sieht in Fern nur ein junges unerfahrenes Mädchen.
Bei einer Party im Palast des Maharadschas begegnet Tom einer Ex-Freundin wieder. Edwina hat den wohlhabenden aber langweiligen Lord Esketh geheiratet. Tom erkennt, dass Edwina, genau wie er selber, oberflächlich ist. Als Edwina Toms Freund Major Rama Safti verführen will, ist Tom alarmiert. Jedoch erliegt Safti, der als Arzt tätig ist, nicht Edwinas Charme.
Die Regenzeit kündigt sich an, die übliche Hitze lässt nach. Tom beginnt, sich in Fern zu verlieben. Als ein Erdbeben einen Damm in Ranchipur einbrechen lässt, löst die Flutwelle eine Katastrophe aus. Lord Esketh und auch der Maharadscha kommen in den Fluten um. Die mutige Maharani nimmt Tom als Adjutant in ihre Dienste auf. Tom bittet Fern um Hilfe. Eine Seuche bricht aus, die Major Safti mit Hilfe von Edwina bekämpft. Ihre Selbstlosigkeit beeindruckt Safti. Doch Edwina wird selber Opfer der Seuche, Safti kann sie nicht retten. Safti kann die Seuche doch besiegen und wird im neu errichteten Staat der neue Maharadscha. Tom und Fern heiraten, während Safti alleine bleibt.

## Kritiken
Das Lexikon des internationalen Films über den Film: „Sensationen und Sentiment in einem großen exotischen Drama, dessen Spezialeffekte interessanter sind als die theatralischen Konflikte.“
Frank S. Nugent von der New York Times befand, dass die Romanvorlage der Filmadaption getrotzt habe. Während Bromfields eigentliche Intention vernachlässigt wurde, sei der Film eine Gelegenheit, spannende visuelle Effekte zu zeigen.
Der Time Out Film Guide hingegen lobt die erfahrene Regieführung sowie die überragende Kameraarbeit. Demgegenüber stehe das geschwätzige Drehbuch.

## Auszeichnungen
Die Spezialeffekte von Fred Sersen und Edmund H. Hansen wurden 1940 mit dem Oscar ausgezeichnet, der in diesem Jahr in der Kategorie erstmals verliehen wurde. Weitere Nominierungen bekam der Film in den Kategorien Beste Ausstattung (William S. Darling und George Dudley), Beste Kamera (s/w), Beste Filmmusik, Bester Ton (Edmund H. Hansen) und Bester Schnitt.

## Hintergrund
Der Film wurde am 9. September 1939 in den USA uraufgeführt. In Deutschland erschien er erst am 29. Juli 1949 in den Kinos.
Die 20th Century Fox musste als Budget ca. 2,6 Millionen US-Dollar aufbringen. Alleine die Erdbeben- und Flutszenen verschlangen ca. 500.000 US-Dollar, bei denen 350 Arbeiter mehr als einen Monat beschäftigt waren. Der Wasserverbrauch belief sich auf fast 100 Millionen Liter, die für die Flut- und Regenszenen, die über die Hälfte der Drehtage beanspruchten, gebraucht wurden. Ein weiterer Kostenpunkt war der Palast des Maharadschas, dessen Errichtung und anschließende Zerstörung 75.000 US-Dollar kostete.
Bert Glennon, der ursprüngliche Kameramann des Films, wurde wegen Krankheit durch Arthur C. Miller ersetzt. Für Brenda Joyce, die später in fünf Tarzan-Filmen die Jane spielte, war es das Leinwanddebüt.
Unter dem Titel Der große Regen (OT: The Rains of Ranchipur) inszenierte Jean Negulesco 1955 ein Remake mit Richard Burton als Major Safti, Lana Turner als Lady Edwina und Fred MacMurray als Tom Ransome.